# Perley (Minnesota)
Pour les articles homonymes, voir Perley.
La ville de Perley est située dans le comté de Norman, dans l’État du Minnesota, aux États-Unis. Sa population s’élevait à 92 habitants lors du recensement de 2010, estimée à 89 habitants en 2016.

## Histoire
Perley dispose d'un bureau de poste depuis 1885. La localité a été nommée d’après George Edmund Perley, un avocat local.

## Source
- (en) Cet article est partiellement ou en totalité issu de l’article de Wikipédia en anglais intitulé « Perley, Minnesota » (voir la liste des auteurs).

1. ↑  « Norman County », Jim Forte Postal History (consulté le 26 juillet 2015)
2. ↑  Warren Upham, Minnesota Geographic Names: Their Origin and Historic Significance, Minnesota Historical Society, 1920 (lire en ligne), p. 383